# 김성국 (1990년)
김성국(한국 한자: 金成國, 1990년 3월 1일 ~ )은 대한민국의 전 축구 선수이며, 포지션은 수비수였다.